# Baubewilligung
Eine Baubewilligung (in Deutschland überwiegend als Baugenehmigung bezeichnet) benötigt man in Österreich und in der Schweiz, um ein Bauvorhaben beginnen zu dürfen. Sie wird von der Baupolizei oder Gemeinde nach der Bauverhandlung erteilt. Wenn mit dem Bau tatsächlich begonnen wird, so muss dies ebenfalls der Baubehörde mitgeteilt werden. Diese kann noch einmal die Grundmaße nachmessen. Das ist vor allem dann notwendig, wenn der Bau – durch die Bauklasse beschränkt – nur eine bestimmte Höhe erreichen darf.
Ist der Bau vollendet, so teilt man dies der Baubehörde mit, die dann eine Benützungsbewilligung (Kollaudation) erteilen kann.
Ob jeweils eine Beschau vor Ort stattfindet und ob Nachbarn bzw. Anrainer zur Verhandlung eingeladen werden, ist abhängig von der jeweiligen Bauordnung, die in den einzelnen Bundesländern verschieden sein kann. Auch die Gemeinden können die Bauordnung noch etwas einschränken und sind die Baubehörde erster Instanz.
Für kleinere Bauvorhaben ist oft nur eine Mitteilung an die Baubehörde, eine sog. Bauanzeige notwendig, die keine weiteren Verhandlungen nach sich zieht.

## Österreich
Da das öffentliche Baurecht in Österreich im Kompetenzbereich der einzelnen Länder liegen, gibt es neun verschiedene Bauordnungen. Für ganz Österreich werden jedoch drei verschiedene Verfahren unterschieden:
- Allgemeine Baubewilligung[1]
- Vereinfachtes Baubewilligungsverfahren, z. B. gem. § 70a Bauordnung für Wien[2]
- Bauanzeige[3]

Art und Umfang des Vorhabens bestimmen die Form der Bewilligung bzw. des Bewilligungsverfahrens sowie die jeweils notwendigen Dokumente und entstehenden Kosten.

## Schweiz
Das öffentliche Baurecht der Schweiz einschließlich der Verfahrensvorschriften ist in den kantonalen Bauordnungen und Baugesetzen enthalten. Diese regeln die Voraussetzungen des Bauens, der Einordnung und Gestaltung der Bauten sowie die Anforderungen an Konstruktion, Betrieb und Unterhalt.
Die Baubewilligung dient der Feststellung, ob ein bauliches Vorhaben die für es massgebenden Vorschriften des Baurechts einhält und ist seiner Rechtsnatur nach ein feststellender Verwaltungsakt.